# Donaubrücke Niederranna

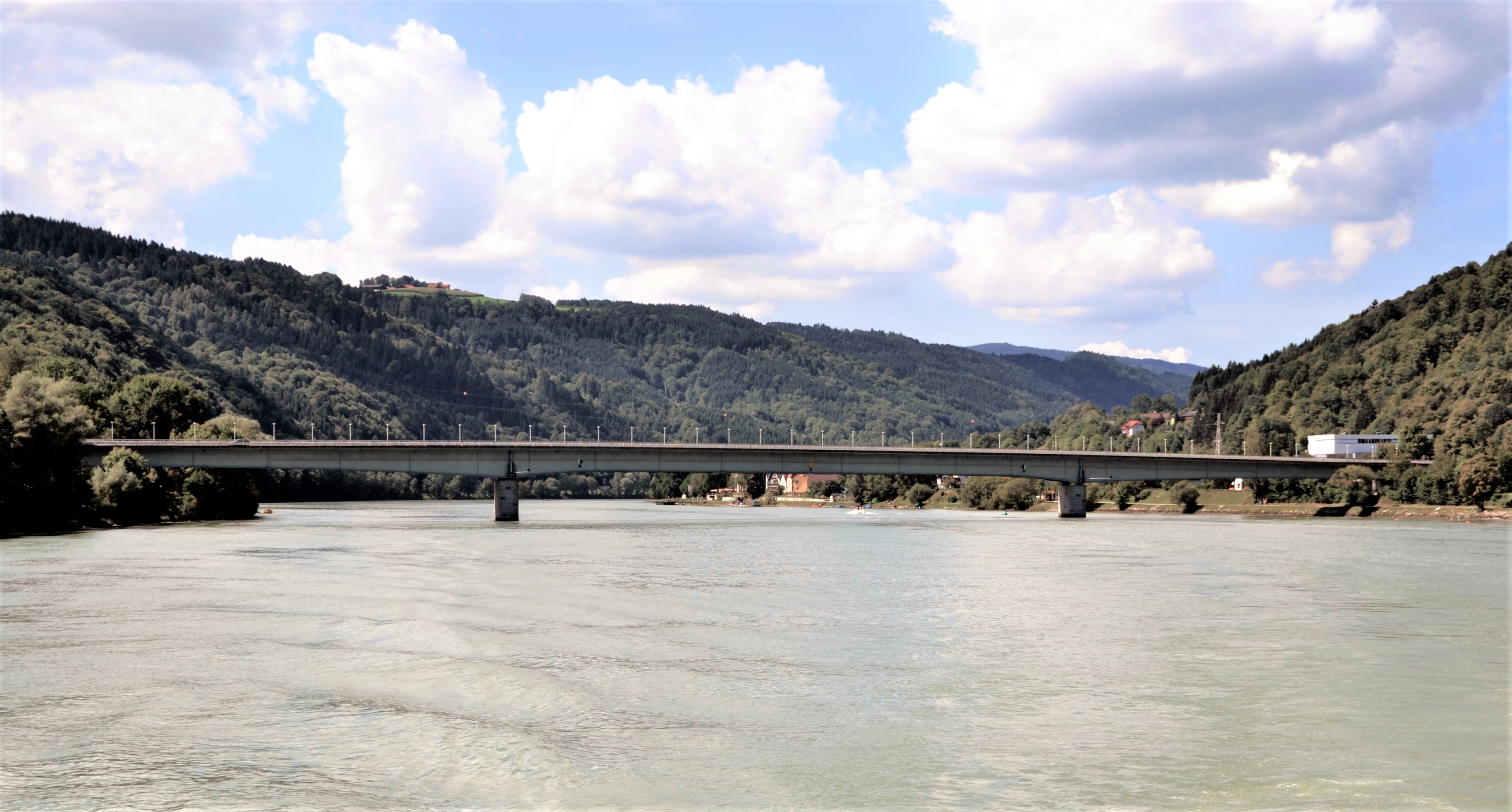
Die Donaubrücke Niederranna, 2012

Die Donaubrücke Niederranna verbindet die Orte Wesenufer (Gemeinde Waldkirchen am Wesen) im Bezirk Schärding des Innviertels  und  Niederranna (Gemeinde Hofkirchen im Mühlkreis) im Bezirk Rohrbach des Mühlviertels. Die Brücke ist auf 65 km die einzige Donaubrücke des Oberen Donautals zwischen Passau und Aschach und stellt eine Verbindung von der B 130 Nibelungen Straße Eferding–Passau mit dem westlichen Mühlviertel her, wo die L 587 Ebenhoch Straße nach Hofkirchen im Mühlkreis führt, außerdem sind die kleinere Landesstraße über Rannariedl und die Gemeindestraße nach Marsbach angeschlossen.
Die 1980 errichtete Brücke ist 319 Meter lang und 13,5 Meter breit.
Die Brücke besteht aus drei Feldern mit den Spannweiten 91 m, 137 m und 91 m. Der offene gevoutete Stahlverbundquerschnitt besitzt einen Stegabstand von 7,5 m.
Spatenstich war am 20. Oktober 1978, am 17. Oktober 1980 wurde sie vom damaligen Landeshauptmann Josef Ratzenböck eröffnet. Vor dem Brückenbau war nur mit der Fähre das Übersetzen möglich. Die Brücke kostete seinerzeit 80 Millionen Schilling (5,7 Mio. €). 2024 wurde die Brücke umgehend renoviert.
Über die Brücke führt mit dem Rupertiweg auch ein österreichischer Weitwanderweg.